# Муллуту (озеро)
Му́ллуту, або Велике Му́ллуту, (ест. Mullutu laht, Suur Mullutu laht) — природне озеро в Естонії, у волості Ляене-Сааре повіту Сааремаа.

## Розташування
Муллуту належить до Західно-острівного суббасейну Західноестонського басейну.
На південь від озера розташовані село Мяндьяла та селище Насва, на північ — села Веннаті та Муллуту.
Акваторія водойми входить до складу заказника  Муллуту-Лооде (Mullutu-Loode hoiuala).

## Опис
Муллуту — прибережне галотрофне озеро.
Загальна площа озера становить 415,1 га (11-е місце серед найбільших озер в Естонії), площа водної поверхні — 412,7 га, площа 6 островів на озері — 2,4 га. Найбільша глибина — 1,7 м, середня глибина — 0,9 м. Довжина берегової лінії — 19 530 м.
До водойми вливаються з півночі річка Кярла (Kärla jõgi), з північного заходу — канал Коґула (Kogula peakraav), із заходу — річка Пюгайиґі (Pühajõgi). Із південного краю озера витікає річка Насва (Nasva jõgi), яка впадає в Ризьку затоку.
У Муллуту міститься родовище лікувального морського мулового бруду.